# 去质子化

氢氧根将乙酸去质子化

去质子化与质子化相对，是从酸碱反应中的酸（布仑斯惕-劳里酸，Brønsted–Lowry acid）分子中脱去（转移）一个质子（氢阳离子，H+）的过程。所形成的物质是该酸的共轭碱。在其互补过程中，当一个质子被加入（转移）到碱（布仑斯惕-劳里碱）的过程是质子化。所形成的物质是该碱的共轭酸。
一个分子被去质子化的难易程度可以借助其pKa值预测。酸性越强的物质越容易被去质子化。低pKa值表明化合物为酸性，容易将质子给出到碱。化合物的pKa由多种因素决定，但最重要的因素是共轭碱的稳定性对其的影响，也就是说pKa主要由共轭碱稳定负电荷的能力大小来决定。当负电荷分布在很大表面或长链上时，负电荷被稳定住。将负电荷分布在长链或环上的机理之一是共振论。溶剂也有助於共轭碱上负电荷的稳定。
使用什么样的碱来进行去质子化取决於化合物的pKa。若酸的酸性不强，则质子不易被给出，这就需要强於氢氧化物的碱。氢化物是多种强力去质子化试剂中的一类。常用的氢化物有氢化钠和氢化钾。氢化物中的氢与其他分子中的氢结合会生成氢气。不过，反应中会产生氢气意味着使用去质子化试剂是很危险的，因此应该在惰性保护气如氮气中进行反应，以防氢气与空气中的氧气混合造成爆炸。